# 马尔科·施皮特卡
马尔科·施皮特卡（德語：Marko Spittka，1971年4月22日—），德国男子柔道运动员。他曾代表德国参加1996年和2000年夏季奥林匹克运动会柔道比赛，其中1996年奥运会获得一枚铜牌。